# 上杉遺民一揆
上杉遺民一揆（うえすぎいみんいっき）は、慶長5年（1600年）関ヶ原の戦いに関連して越後国で行なわれた、主に堀氏（東軍）と、上杉景勝（西軍）の軍および影響下にある在地勢力との戦闘。上杉棄民一揆とも。

## 前哨
豊臣秀吉の死後、政情不安な状態の中、五大老のひとり上杉景勝は慶長4年（1599年）、伏見から領国会津へ帰国。家老の直江兼続に命じて新規に神指城を築城し始め、砦、道を修復し、峠を要塞化した。また武器、米を買い、前田慶次郎、上泉泰綱、小幡将監、山上道及らをはじめとする浪人を多数雇った。
隣国であり、上杉氏の旧領であった越後を当時領していた堀秀治はこれらの実情を五大老の徳川家康に報告した。
慶長5年3月11日、家康と景勝の関係の修復に努めていた藤田信吉が上杉家から逃奔する。
4月1日、家康は家臣伊奈昭綱と五奉行の増田長盛の家臣河村長門を使者として会津に送り、景勝の上洛ないしは弁明の使者を送るように催促した。対する上杉方の返答は、上杉家との交渉に当たっていた西笑承兌宛に5月3日に届いた。有名な直江状である。同文中では「内府様又は中納言（徳川秀忠）様、御下向の由に候間、万端、御下向次第に仕る可く候」と宣戦布告とも取れる言を発している。また、同文中で越後への野心について「久太郎（秀治）ふみつぶし候に、何の手間入り申すべきや。橋架けるにいたらず、」と、堀家を侮辱しているが、現存している直江状は後世に大幅に改竄された可能性が指摘されている。
直江状が届いた即日、家康は上杉攻めを決定。諸大名に命じ、上杉討伐の軍を組織した。秀治にも「津川口から会津へ攻め入るべし」との書状を送った。これについて堀家では意見が割れた。堀直寄は「太閤（豊臣秀吉）の恩に報いるため上杉と組むべき」と主張したが、堀直政は「秀吉のみの恩ではなく、そもそも（堀家は）信長公の御恩から起こったのだから、秀吉の恩だけを強く感じる必要はない」と主張し、加えて直政は「家康方の勝利は確実なので、堀家のためには家康方」と主張したことにより、堀家は家康方につくこととなり、戦争の準備を始めた。
6月2日に出陣を命じられた諸大名の内、越後の津川口から会津へ侵攻する担当とされたのは、加賀の前田利長、越後の堀秀治と堀家の与力大名である溝口秀勝・村上義明であった。

## 上杉遺民一揆
予想される、北陸方面からの徳川方の諸将の会津侵入を妨害・阻止するため、上杉方は旧領越後国内にて軍事行動を行うことで妨害を行うこととした。
上杉氏は会津に移動して間もないため、越後には当時、会津転封に従わずに越後に残留した上杉家臣や、旧主である上杉氏に誼を通じ、自領を長く支配してきた在地武士（国人）や独立的な諸勢力が多く残っており、逆に言えば新しく入った堀・溝口・村上らはそれら在地勢力の扱いには悩まされてきた。
堀氏は転封後、即座に検地を行い、作物にこれまでよりも多くの年貢をかけ、上杉時代は無税であった商品作物などにも課税を行ったことにより、農民などからも恨みを買っていた。これらの統治政策に対し、越後に残った旧上杉方の国人領主・地侍らが堀氏の居城春日山城に大挙して押し掛け、罵声を上げる事件なども発生していた。
上杉氏はこれら旧地の諸勢力・諸人や寺社に対し、上野家成、竹俣朝綱や加地景綱などを中心に、一向宗などにも声をかけ、地侍らを糾合させた。さらに、国境を越え、上杉氏の軍勢も送り込まれ、「槍を携える者700人､銃を携える者2000人､雑兵6000人」が集まった。また直江兼続は、身分の低い兵のうち、智謀に富み忠義のある者を選んで、越後に浪人を装わせて潜入させ、寺社などもにも声をかけて一揆を起こさせ、堀家の会津入りを邪魔しようとしたと伝わる。
8月1日、一揆は小倉政熙の守る下倉城を囲んだ。小倉政熙は討死し、下倉城は一揆勢により陥落した。翌日には坂戸城の堀直寄により奪還されている。
8月3日、一揆勢は堀直政の居城三条城（嫡男の堀直清が守備）を攻撃している。
その後も魚沼地方、小千谷、柿崎など、越後各所で一揆勢は戦闘を繰り返した。一揆勢は会津と越後の境の加茂山などに新規に砦を構築したり、古城を修築して拠るなどした。一揆勢の活動はしかし、目標とするところも、主導する総大将的な存在も不確かなものであり、どうしても散発的なものになりがちであったため、これらは個別に追討されていった。小千谷では薭生城に僧侶に率いられた3800人が立て籠もるが、これも追討された。
9月8日、堀親良は下田に向かい､首300余りを獲えた。同日、堀直寄は父の堀直政、兄の堀直清と共に三条城から津川に向けて兵を出した。津川に向かう途中、会津の兵3000余人とともに一揆の兵が高所に登り、三段に構え、深田を前にして備えていた。これを見て直寄は家臣に「敵が深田を前にして、高きところに備えたれば、我れよりかかって勝負をいたせば敗北は必定なり、密かに脇道より敵の横合いに出でて仕掛けて切り崩さば、勝利は我にあらん」として、身近な兵10人ほどで崖陰に廻り敵の右の傍より迫り、鉄砲を撃ちかけ敵を切り崩し、これを平定した。
この頃、7月21日には上方で石田三成が挙兵していたため、8月5日、家康は江戸に戻り、諸将にも西上するように命じたため、越後口からの上杉追討軍の侵入は立ち消えとなった。越後の諸大名に対しては、上杉軍の侵入に備えつつ、国内の一揆勢の追討を行うこととされ、積極的な西上は命じられなかった。
また、徳川方の西上により、上杉方は当面の攻撃目標を北方の最上氏に変更したため、越後方面に割く軍勢は無くなった。越後では堀家を中心とした残党の掃討戦が行われ、一揆は自然消滅していった。
巷説によると、この一揆は上杉景勝の意向ではなく、直江兼続が独断的に動かし、越後の村上・溝口両氏だけでなく、石田三成や佐竹氏らとも交渉を行っていたとされる。。
この掃討戦の最中、堀秀治勢に連行された寺泊の豪商の身柄を巡って、秀治は与力大名の溝口秀勝と対立している。

## 影響
掃討戦の結果、越後国内の国人など在地勢力の影響が削られることとなり、その後の統治者にとっては統治がし易くなることとなった。